# 系统操作员
系统操作员（英語：System operator），简称，指多用户计算机操作系统管理员，有时也被称为系统管理员或系统工程师。其主要职责是维护计算机系统（特别是大型主机）的正常运行。该短语也可用于指代其他基于互联网的网络服务的管理员。
在電子佈告欄系統或其他网络社群中，SYSOP通常被称为站长，负责整个電子佈告欄系統的运行管理。通常情况下，電子佈告欄系統站会设置站务组，其中由若干站长组成，他们分工完成站务、板务和用户管理工作：
- 站务：主要指電子佈告欄系統站的总体运作管理，包括系统各项设置及网站间交流等。
- 板务：指讨论区看板管理，主要有开设、关闭看板，转信申请的处理及无板主看板的管理。
- 用户管理：指用户身份认证及奖惩的管理。

有些電子佈告欄系統站还设置技术站长和美工站长职位，分别主管系统程序的开发和更新及用户界面设计。基本上每个電子佈告欄系統都设置有SysOp（站长工作室）看板，用于電子佈告欄系統使用者与站长之间相互交流。